# Szapáry Etelka
Szapári, muraszombati és szécsiszigeti gróf Szapáry Etelka (Sopron, 1798. szeptember 26. – Szőlőske, 1876. november 10.) csillagkeresztes hölgy, Erzsébet királyné udvarhölgye, gróf Andrássy Károly (1792–1845) felesége.

## Élete
A nagy múlttal rendelkező főnemesi származású gróf Szapáry családba született a Marianna Adelheid néven, gróf Szapáry Péter (1766–1827), nagybirtokos, valamint körösszegi és adorjáni gróf Csáky Julianna (1770 k.–1838) második leányaként. Apai nagyszülei gróf Szapáry Péter (1711-1796) és hallerkői gróf Haller Julianna (1719-1759) voltak. Neve ismert még Adelhaidként is.
Szapáry Etelka birtokában volt a Zala vármegyei letenyei kastély, amelyet még apai nagyapja építtetett, s az ő hozományaként a csíkszentkirályi es krasznahorkai Andrássy család birtokába került; ma művelődési ház működik benne. Szapáry Etelkát a tőketerebesi Andrássy-mauzóleumban helyezték örök nyugalomra. Szarkofágja a kriptában pihen, melynek bejáratát mára bebetonozták.

## Házassága és gyermekei
1819-ben nőül ment csíkszentkirályi és krasznahorkai gróf Andrássy Károlyhoz (1792–1845), aki gróf Andrássy József ezredes fia, országgyűlési képviselő volt. Házasságukból négy gyermek született:
- gróf Andrássy Kornélia (1820–1868)
- gróf Andrássy Manó (1821–1891), felesége Pálffy Gabriella (1833–1914)
- gróf Andrássy Gyula (1823–1890), Magyarország miniszterelnöke, felesége malomvízi Kendeffy Katinka (1830–1896)
- gróf Andrássy Aladár (1827–1903), felesége Wenckheim Leontine (1841–1921).